# Líder supremo
Um líder supremo geralmente se refere à pessoa entre vários líderes de um estado, organização ou outro grupo que recebeu ou é capaz de exercer a maior autoridade - ou a mais completa - sobre ele. Em uma religião, esse papel geralmente é cumprido por uma pessoa considerada representante ou manifestação de uma deidade ou Deus na Terra. Na política, um líder supremo geralmente governa um governo autoritário ou totalitário e tem um culto à personalidade associado a eles. Exemplos históricos são:
- Adolf Hitler (Führer) da Alemanha Nazista
- Benito Mussolini (Duce) da Itália Fascista
- Hirohito (Tenno) do Japão
- Josef Stalin (Vozhd) da União Soviética

## Lista de títulos

### Década de 1920/30 e anteriores
- Aleksandr Kolchak, líder branco na Guerra Civil Russa como "Governante Supremo da Rússia".[1]
- Benito Mussolini, ditador da Itália de 1922 a 1943 e da República Social Italiana de 1943 a 1945, era conhecido como Duce ("líder").
- Antanas Smetona, o presidente autoritário da Lituânia (1926-1940), adotou o título de Tautos Vadas ("Líder da Nação").
- Imperador Hirohito, imperador do Império do Japão sob a Constituição Meiji de 1926 a 1947, às vezes conhecido como Mikado (帝／御門) ("Portão de Agosto").
- Chiang Kai-shek, líder de fato da República da China do Kuomintang (1928-1949) e em Taiwan (1949-1975), às vezes era referido como lingxiu (em chinês:  領袖, lǐngxiù, "líder")[2]
- Josef Stalin, o primeiro secretário-geral do Partido Comunista da União Soviética, e ditador da União Soviética, decretou que deveria ser oficialmente designado como Vozhd (em russo:  Вождь, "líder") desde seu quinquagésimo aniversário em 1929.
- Getúlio Vargas, presidente do Brasil de 1930 a 1945, sendo um ditador entre 1937 a 1945 durante o Estado Novo, era conhecido como o "Líder Supremo da Revolução" e "Pai dos Pobres".
- Rafael Trujillo, ditador da República Dominicana de 1930 a 1961, assumiu o apelido de "El Jefe" ("O Chefe").
- Adolf Hitler, ditador da Alemanha Nazista de 1933 a 1945, era conhecido como Führer ("O Líder").
- Engelbert Dollfuss e Kurt Schuschnigg, líderes austrofascistas da Áustria de 1933 a 1938, foram referidos como Bundesführer ("Líder Federal") como chefes da Frente Patriótica.
- Karlis Ulmanis, o presidente autoritário da Letônia de 1934 a 1940, adotou o título de Tautas Vadonis ("Líder do Povo") e Nācijas Tēvs ("Pai da Nação").
- Francisco Franco, ditador da Espanha Franquista, assumiu o título de Caudilho, originalmente um título honorário para um líder do exército.
- Birger Furugård, líder do Partido Nacional Socialista Sueco, tinha o título de Riksledaren ("Líder do Reino").
- Ioannis Metaxas, ditador grego durante o regime de 4 de agosto de 1936 até sua morte em 1941, assumiu o título de Αρχηγός (Archigós) que significa "O Líder".

### Segunda Guerra Mundial
- Ante Pavelić, como ditador do Estado Independente da Croácia, nomeou-se Poglavnik ("O Líder").
- Ferenc Szálasi, como ditador do Estado húngaro, nomeou-se Nemzetvezető ("Líder da Nação").
- Josef Tiso, presidente da Primeira República Eslovaca, nomeou-se Vodca ("O Líder") em 1942.
- Ion Antonescu, como primeiro-ministro da Romênia durante a maior parte da Segunda Guerra Mundial, nomeou-se Conducător ("O Líder").
- Vidkun Quisling, líder do Nasjonal Samling e desde 1942 Ministro-Presidente do regime nominal de Quisling, nomeou-se Fører ("Líder").
- Frits Clausen, líder do Partido Nacional Socialista dos Trabalhadores da Dinamarca, tinha o título de Fører ("Líder").
- Anton Mussert, líder do Movimento Nacional Socialista na Holanda, foi autorizado a usar o título Leider van het Nederlandsche Volk ("Líder do povo holandês") pelos alemães em 1942.
- Léon Degrelle, líder do Partido Rexista, foi nomeado Chef-du-People-Wallon ("Líder do povo valão") em dezembro de 1944.
- Jef van de Wiele, líder do partido DeVlag, foi nomeado Landsleider van het Vlaamsche Volk ("Líder Nacional do povo flamengo") em dezembro de 1944.
- Staf de Clercq, co-fundador e líder do nacionalista flamengo Vlaamsch Nationaal Verbond, foi referido como den Leider por seus seguidores.
- Oswald Mosley, líder da União Britânica de Fascistas, era conhecido como "O Líder".
- Josip Broz Tito, líder da Liga dos Comunistas da Iugoslávia, era conhecido como "Marechal".

### Guerra Fria
- Mao Tsé-Tung, o primeiro presidente do Partido Comunista Chinês e presidente da Comissão Militar Central, oficialmente nomeado "Grande Líder" (em chinês:  伟大领袖毛主席, Wěidà Lǐngxiù Zhǔxí)
- Deng Xiaoping, o líder de fato da República Popular da China e presidente da Comissão Militar Central do Partido Comunista Chinês, oficialmente nomeado "O principal arquiteto da reforma, abertura e modernização da China".
- Kim Il-Sung, o secretário-geral do Partido dos Trabalhadores da Coreia e o primeiro líder da Coreia do Norte, é oficialmente referido pelo governo norte-coreano como "Grande Líder" (em coreano:  위대한 수령, widaehan suryŏng).[3]
- Ho Chi Minh, o único presidente do Partido Comunista do Vietnã é referido muitas vezes como Lãnh Tụ (O líder de todos), que tem a raiz sino-vietnamita da palavra "Lǐngxiù" (领袖) em chinês, embora o A palavra "Lãnh Tụ" também é usada às vezes para se referir a um líder amado ou supremo de qualquer outro país.
- Liaquat Ali Khan, o primeiro primeiro-ministro do Paquistão independente, foi nomeado Quaid-i-Millat ("Líder da Nação") e Shaheed-i-Millat ("Mártir da Nação").
- Sukarno, o presidente da Indonésia pós-revolução era conhecido como Pemimpin Besar Revolusi (Grande Líder da Revolução) e Bung Karno ("Camarada Karno").
- François Duvalier, o presidente ditador do Haiti, obteve do parlamento de bolso "Líder Supremo da Revolução", entre outros títulos.
- Ferdinand Marcos, o presidente-ditador das Filipinas, às vezes nomeado como Pinuno ng Bansa "Líder da Nação".
- Fidel Castro, o Primeiro Secretário do Partido Comunista de Cuba era conhecido como o Máximo Líder ("Maior Líder").
- Enver Hoxha, o Primeiro Secretário do Partido do Trabalho da Albânia foi nomeado como "O Líder", "Camarada Supremo", "Força Única", "Grande Mestre".
- Nicolae Ceaușescu, secretário-geral do Partido Comunista Romeno de 1965 a 1989, às vezes era referido como Conducător.
- Mobutu Sese Seko, o presidente-ditador do Zaire, às vezes chamado de "Pai do Povo" e "Salvador da Nação".
- Alfredo Stroessner, o presidente ditatorial do Paraguai de 1954 a 1989, foi elogiado como Gran Líder e Único Líder.
- Abd al-Karim Qasim, primeiro-ministro do Iraque de 1958 a 1963, nomeado como al-za'īm ("O Líder").
- Saddam Hussein, o presidente ditador do Iraque de 1979 a 2003, nomeado como "O Líder".
- Muammar Gaddafi, o Líder Fraternal e Guia da Revolução da Líbia de 1979 a 2011.
- Omar Torrijos, ditador de fato do Panamá de 1968 a 1981, assumiu o título de Líder Máximo de la Revolución Panameña ("Líder Supremo da Revolução do Panamá").
- Dési Bouterse, líder de fato do Suriname durante o regime militar de 1980.
- O Líder Supremo do Irã, a autoridade política e religiosa de mais alto escalão na constituição da República Islâmica do Irã. A primeira pessoa a deter este título foi o aiatolá Khomeini.
- Pol Pot, secretário-geral do Partido Comunista de Kampuchea e ex-ditador de Kampuchea.[4]

### Pós-Guerra Fria
- Líder Supremo do Afeganistão, primeiro ocupado pelo Mulá Omar de 1996 a 2001; também usado no exílio durante a insurgência talibã.
- Hibatullah Akhundzada, atual líder supremo do Afeganistão desde 2021.
- Hugo Chávez, ex-presidente da Venezuela, foi chamado de El Comandante (O Comandante) por algumas pessoas durante seu mandato.[5]
- Xi Jinping, atual Secretário-Geral do Partido Comunista da China, foi oficialmente reconhecido como lingxiu, um termo reverencial para "líder", pelo Politburo do partido.[6][7]
- Kim Jong-il, ex-Secretário-Geral do Partido dos Trabalhadores da Coreia, é oficialmente referido pelo governo norte-coreano como 위대한 령도자 (trad. widaehan ryŏngdoja - "Líder Honorável") e "O Líder" (seu pai Kim Il-Sung após a morte ficou como "Grande Líder").[3]
- Kim Jong-un, atual Secretário-Geral do Partido dos Trabalhadores da Coreia, foi nomeado "Guia Supremo" depois que seu pai, Kim Jong-Il, morreu em 2011.[3]
- Ali Khamenei, atual Líder Supremo do Irã desde 4 de junho de 1989.[8]
- Nursultan Nazarbayev, presidente do Conselho de Segurança do Cazaquistão de 1991 a 2022 e primeiro presidente do Cazaquistão, recebeu o título de Elbasy (em cazaque:  Елбасы, "Líder da Nação") por decisão parlamentar em 2010.[9]
- Saparmurat Niyazov, presidente do Turquemenistão em 1990–2006, era conhecido por seus títulos autodenominados Sardar ("Líder") e Türkmenbaşy ("Chefe dos turcomanos").[10] Seu sucessor, Gurbanguly Berdimuhamedow, carrega o título de Arkadag ("Protetor", "Patrono").[11]
- Emomali Rahmon, Presidente do Tadjiquistão desde 1994, carrega o título Peşvoi Millat (em tajique:  Пешвои Миллат, "Líder da Nação").[12]
- Nawaz Sharif, ex-primeiro-ministro do Paquistão, foi nomeado Líder Supremo de seu partido político LMP-N depois que a Suprema Corte do Paquistão decidiu que, como ele foi desqualificado[13] pela constituição por desonestidade, ele não pode mais servir como chefe de um partido político.

## Mídia popular
No filme de 2012 O Ditador, o personagem titular foi referido como "Líder Supremo".